# Oklahoma Wing Civil Air Patrol
A Oklahoma Wing Civil Air Patrol (OKWG) é uma das 52 "alas" (50 estados, Porto Rico e Washington, D.C.) da "Civil Air Patrol" (a força auxiliar oficial da Força Aérea dos Estados Unidos) no Estado do Oklahoma. A sede da Oklahoma Wing está localizada na Tinker Air Force Base no Condado de Oklahoma entre as cidades de Del City e Midwest City.A Oklahoma Wing consiste em mais de 700 cadetes e membros adultos distribuídos em 17 locais espalhados por todo o Estado.
A ala da Oklahoma é membro da Região Sudoeste da CAP juntamente com as alas dos seguintes Estados: Arizona, Arkansas, Louisiana, New Mexico e Texas.

## Missão
A Civil Air Patrol (CAP) tem três missões: fornecer serviços de emergência; oferecer programas de cadetes para jovens; e fornecer educação aeroespacial para membros da CAP e para o público em geral.

## Serviços de emergência
A CAP fornece ativamente serviços de emergência, incluindo operações de busca e salvamento e gestão de emergência, bem como auxilia na prestação de ajuda humanitária.
A CAP também fornece apoio à Força Aérea por meio da realização de transporte leve, suporte de comunicações e levantamentos de rotas de baixa altitude. A Civil Air Patrol também pode oferecer apoio a missões de combate às drogas.
Em maio de 2013, a Oklahoma Wing empreendeu sua primeira missão de reconhecimento fotográfico em grande escala para a FEMA após o tornado de Moore, Oklahoma. Em conjunto com as alas do Texas, do Kansas e do Arkansas, mais de 15.000 (500 por dia em média) fotografias de alta resolução foram fornecidas à FEMA para ajudar nos esforços da agência de avaliação de danos.

## Programas de cadetes
A CAP oferece programas de cadetes para jovens de 12 a 21 anos, que incluem educação aeroespacial, treinamento de liderança, preparo físico e liderança moral para cadetes.

## Educação Aeroespacial
A CAP oferece educação aeroespacial para membros do CAP e para o público em geral. Cumprir o componente de educação da missão geral da CAP inclui treinar seus membros, oferecer workshops para jovens em todo o país por meio de escolas e fornecer educação por meio de eventos públicos de aviação.

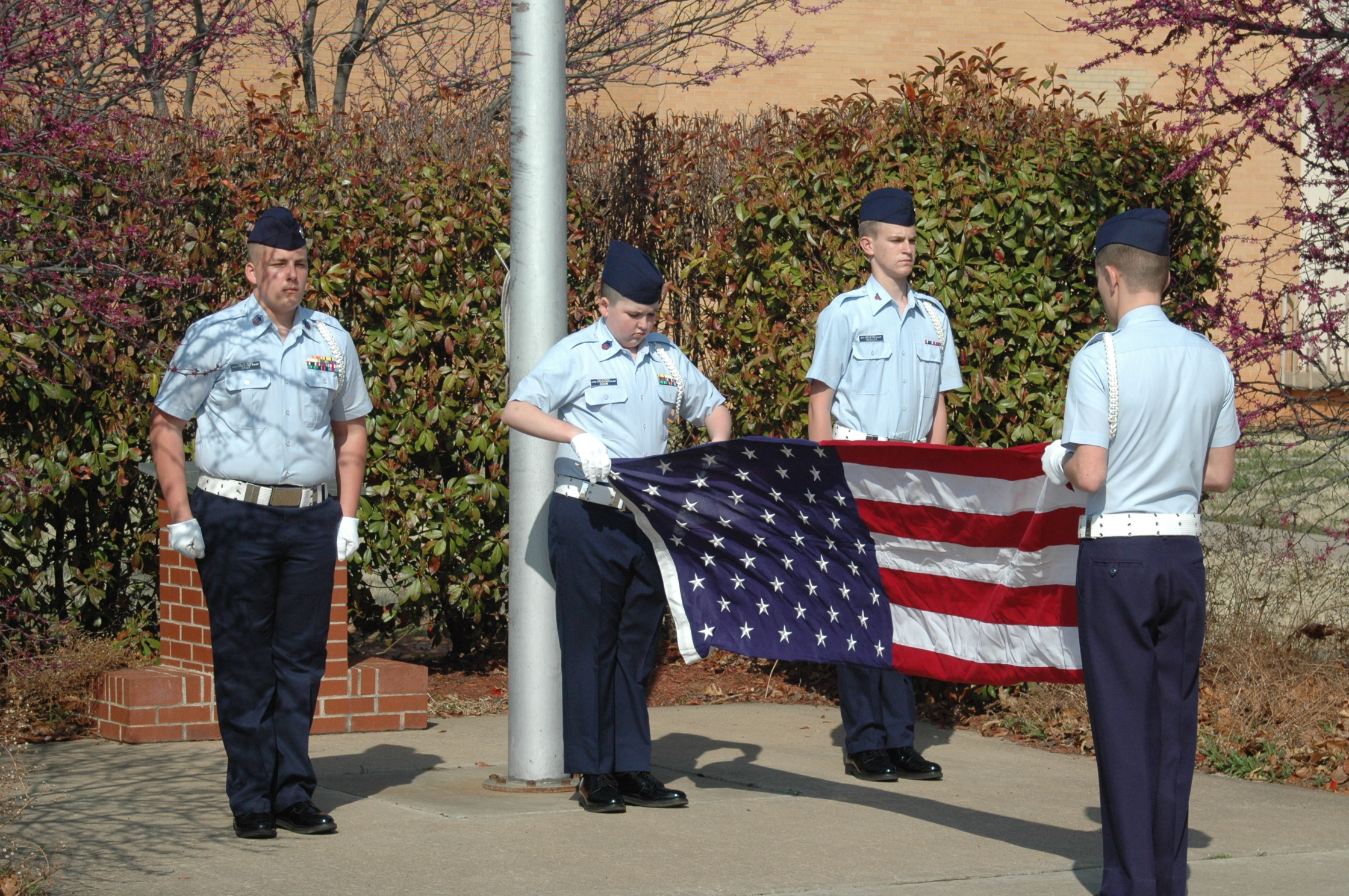
Um "guarda estandarte" da Oklahoma Wing de cores do Grove Composite Squadron prestou homenagem à bandeira dos Estados Unidos em um evento.

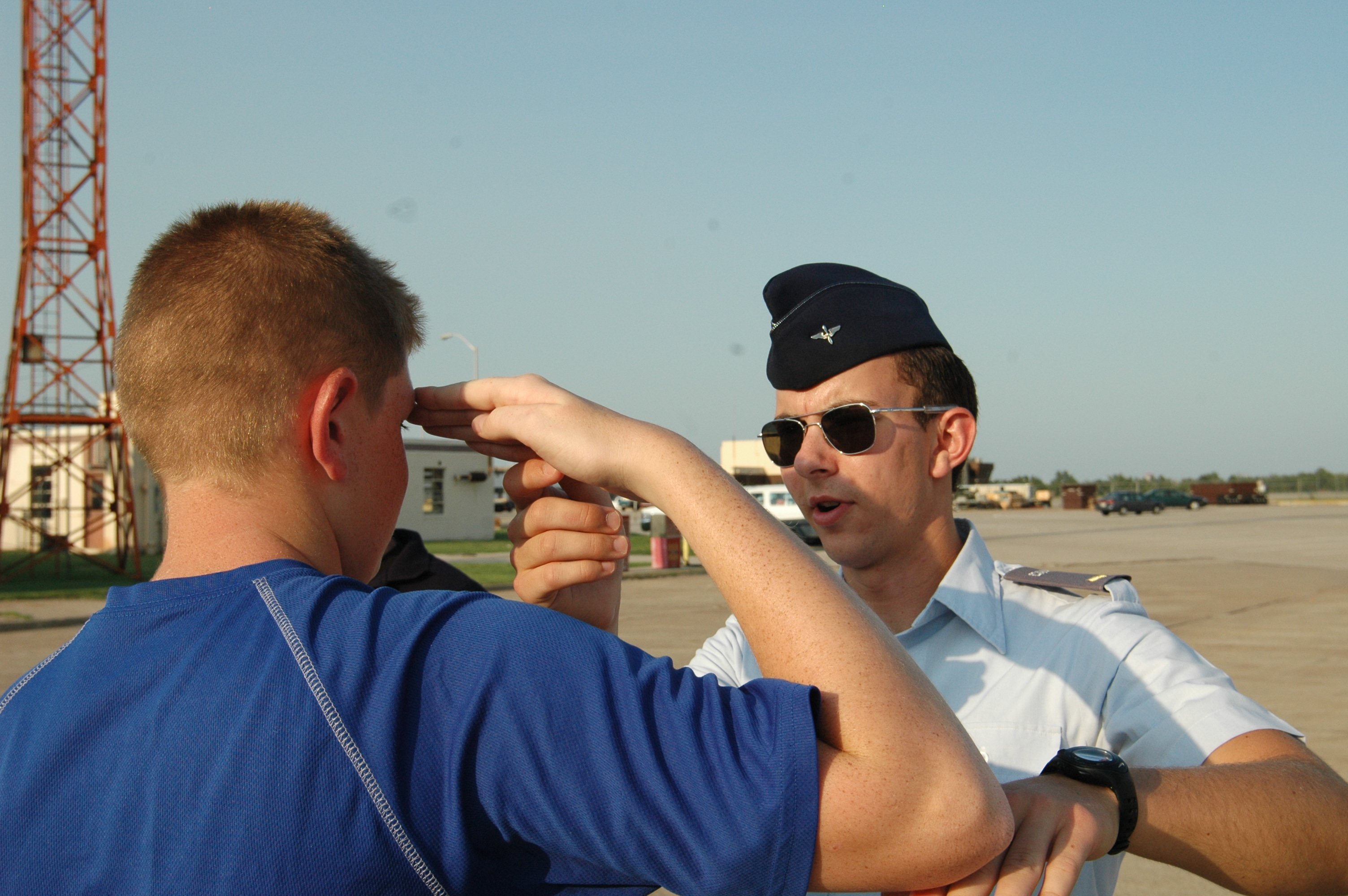
Um 2º Tenente da Oklahoma Wing dá dicas para um novo recruta da CAP sobre a maneira adequada de prestar continência durante uma formação em sua reunião semanal.

## Organização
| Designação | Nome do Esquadrão                     | Localização   | Detalhes                       |
| ---------- | ------------------------------------- | ------------- | ------------------------------ |
| OK 155     | Broken Arrow Composite Squadron       | Broken Arrow  | Detalhes - Broken Arrow        |
| OK 074     | Cleveland County Composite Squadron   | Norman        | Detalhes - Cleveland County    |
| OK 115     | Comanche Eagles Composite Squadron    | Lawton        | Detalhes - Comanche Eagles     |
| OK 125     | Council Oak Senior Squadron           | Tulsa         | Detalhes - Council Oak         |
| OK 075     | Durant-Eaker Field Composite Squadron | Durant        | Detalhes - Durant-Eaker Field  |
| OK 002     | Edmond Composite Squadron             | Edmond        | Detalhes - Edmond              |
| OK 110     | Enid Composite Squadron               | Vance AFB     | Detalhes - Enid                |
| OK 008     | Flying Castle Composite Squadron      | Tinker AFB    | Detalhes - Flying Castle       |
| OK 123     | Grove Composite Squadron              | Grove         | Detalhes - Grove               |
| OK 035     | Jackson County Composite Squadron     | Altus AFB     | Detalhes - Jackson County      |
| OK 024     | Muskogee Nighthawks Squadron          | Muskogee      | Detalhes - Muskogee Nighthawks |
| OK 113     | Oklahoma City Composite Squadron      | Oklahoma City | Detalhes - Oklahoma City       |
| OK 092     | Riverside Composite Squadron          | Jenks         | Detalhes - Riverside           |
| OK 151     | Starbase Composite Squadron           | Tulsa         | Detalhes - Starbase            |
| OK 103     | Stillwater Composite Squadron         | Stillwater    | Detalhes - Stillwater          |
| OK 086     | Gordon Cooper Composite Squadron      | Shawnee       | Detalhes - Gordon Cooper       |
| OK 116     | Woodward Composite Squadron           | Woodward      | Detalhes - Woodward            |
| OK 001     | Oklahoma Wing HQ Staff Squadron       | Tinker AFB    | Detalhes - Oklahoma Wing HQ    |